# هادروت
هادروت (بالأرمنية: Հադրութ) مقاطعة من المقاطعات الثمانية التي تتبع جمهورية مرتفعات قرة باغ المستقلة بحكم الأمر الواقع، لكن رسمياً أراضيها جزء من أذربيجان بحكم القانون، تشكل هادروت الحدود الجنوبية لجمهورية مرتفعات قرة باغ، معظمها مناطق جبلية متضرسة.

## التقسيمات الادارية
تتكون المنطقة 29 بلدة وقرية، ويبلغ عدد سكان المقاطعة 12400 حسب إحصاءات عام 2006 م.

## بنية تحتية
أهم المشاكل بالمقاطعة هي مشاكل توفير مياه الشرب ومياه الري، والطرق الداخلية والاتصالات. فهناك بعض القرى التي تفتقر إلى شبكة الهاتف وتواجه بعض الصعوبات في مشاهدة قنوات التلفزيون الأرميني. هناك أكثر من 340 شخصاً سقطوا ضحايا في منطقة هادروت خلال الحرب أرتساخ. وذلك دمّر ما يقرب من 30٪ من مساحتها وبنيتها التحتية وأحرقت عدة مرات.